# Селеук
Селеу́к (баш. Һәләүек) — река в Башкортостане, правый приток Белой. Исток находится на территории Иткуловского сельсовета Ишимбайского района Башкортостана. На территории города Стерлитамака, в микрорайоне Шахтау, впадает в реку Белую. Длина реки 93 км. Уклон в верховьях достигает 5 м/км, в низовьях — 2 м/км. Водосборная площадь 730 км².
В советское время на Селеуке построены два пруда: в колхозах «III Интернационал» (д. Ишеево) (объём 196 тыс. м³, площадь зеркала 0,10 км²) и им. Салавата Юлаева (д. Аптиково) (объём 175 тыс. м³, площадь зеркала 0,09 км²).

## Притоки
Список притоков:
- Арянла
- Базъелга
- Бердышла
- Бишагач
- Карагайелга
- Касьяс
- Кашала
- Солёный
- Сунгуръелга
- Хажиновская Шида
- Шида
- овраг Караман Гал

## Природные объекты
Между деревнями Уразбаево и Верхнеиткулово Селеук протекает по кромке леса Бурсук.
Напротив села Ишеево (Ишеевский сельсовет) в основании правого склона суходола, открывающегося справа в долину реки Селеук обнаружена Ишеевская пещерная система.
По берегам Селеука распространён занесённый в Красную книгу эндемик Южного Урала полукустарник Helianthemum baschkirorum (Juz. ex Kupatadze) Tzvel, Солнцецвет башкирский.
Ближе к устью Селеук протекает около шихана Шахтау (Ишимбайский район).

## Промышленность
Селеукское месторождение гипса находится в 7 км восточнее г. Стерлитамака.
На правом берегу реки, в 30 км к юго-востоку от города Ишимбая, разрабатывается Селеукское месторождение фосфоритов. Фосфоритная серия приурочена к верхней части швагериновой толщи ассельского яруса и представлена доломитизированными афанитовыми известняками с прослоями органогенного известняка, фосфоритами и линзами кремней.
Шихан Шахтау — официальное «месторождение известняков» разрабатывается для Стерлитамакского содово-цементного комбината. К 1975 году вершинная часть «Царь-Горы» была снижена разработками более чем на 35 метров.

## Туризм
Сплав по Селеуку пользуется популярностью у водных туристов.

## Населённые пункты
Селеук протекает мимо деревни Восток, микрорайона Шахтау (Стерлитамак), села Ишеево, деревни Салихово, села Ахмерово, деревни Канакаево.

## История
Селеук упоминается в шежере племени Юрматы как граница одной 4 тюб, образованных после присоединения земли башкирцев к России:

Сначала <земли> от верховья Ашкадара до низовья его с вытекающими с обеих сторон речками, с лугами, камышами и степями, от речек Угуя и Мекатевли до низовья Нугуша с впадающими в них речками, сделали одной долей. И ещё <земли> от низовья Нугуша с вытекающими с обеих сторон Идели речками, с их деревьями, лугами, с истоком <речки> Тор и истоком <речки> Селеук, от дерева со сломанной вершиной и от седловины Туратау сделали одной долей. И <земли> Туратау, и Шахтау, и Куштау от устья Стерли и от верховья Куганака с Уршаком, с возвышенностями между ними и стекающими с них <речками>, и впадающими в Асаву. И <земли> от устья Уршака, Асавы, от лесочка Маленький буляк, Бурсык, затем от горы Юрактау с долиной Каратугай по Идели от Кукуша, Зигана, с впадающими в них речками и потоками, от верховья Каламана, от верховья Тора и Шинеш мы сделали одной долей.
Как граница землевладений Селеук упоминается в эпосе «Идукай и Мурадым»:
Переместился Тора-бий

В междуречье Селеука

И Нугуша он, и там

Основал свой аймак.

## Тривия
По имени реки Селеук названы:
- водка «Селеук» (Роспатент 2119948[10]);
- улица Селеук в деревне Иткулово.

## Данные водного реестра
По данным государственного водного реестра России относится к Камскому бассейновому округу, водохозяйственный участок реки — Белая от города Стерлитамак до водомерного поста у села Охлебино, без реки Сим, речной подбассейн реки — Белая. Речной бассейн реки — Кама.
Код объекта в государственном водном реестре — 10010200712111100018364.